# Vievio apylinkės
Vievio apylinkės este o arie protejată (sit de importanță comunitară — SCI) din Lituania întinsă pe o suprafață de 0,67 ha, integral pe uscat.

## Localizare
Centrul sitului Vievio apylinkės este situat la coordonatele 54°46′05″N 24°50′55″E / 54.768°N 24.8485°E.

## Înființare
Situl Vievio apylinkės a fost declarat sit de importanță comunitară în decembrie 2018 pentru a proteja 1 specie de plante.

## Biodiversitate
Situată în ecoregiunea boreală, aria protejată nu include niciun habitat protejat.
La baza desemnării sitului se află o specie protejată de  plante: Thesium ebracteatum.